# Бельявиста-Ла-Пальмера
Бельявиста-Ла-Пальмера (исп. Bellavista-La Palmera) — один из одиннадцати административных районов, на которые подразделяется городской муниципалитет Севилья, находящийся в составе комарки Большая Севилья.

## Расположение
Район расположен в южной части Севильи.
Граничит с:
- муниципалитетом Дос-Эрманас — на юге и востоке;
- Южным районом — на севере;
- районом Лос-Ремедиос — на западе.

## Административное деление
Административно район Бельявиста-Ла-Пальмера подразделяется на 6 подрайонов (исп. barrios):
- Бельявиста (исп. Bellavista);
- Элиополис (исп. Heliópolis);
- (исп. Elcano-Los Bermejales);
- (исп. Sector Sur-La Palmera-Reina Mercedes);
- (исп. Pedro Salvador-Las Palmeritas);
- (исп. Barriada de Pineda)[3][4].

## Население
По состоянию на:
- 1 января 2012 года население района составляло 39 719 человек (19 022 мужчины и 20 697 женщин);
- 1 января 2011 года — 38 834 человека (18 586 мужчин и 20 248 женщин)[2].